# Bona (rivière)
Pour les articles homonymes, voir Bona.
La Bona est un cours d'eau d'une longueur de 20 km qui coule dans la région du Piémont au nord-ouest de l'Italie. Elle est un affluent de la Sesia dans le bassin du Pô.

## Parcours
La Bona provient probablement de sources de la région autour de Desana. Dans sa configuration actuelle elle tient son origine origine d'une dérivation de la Marcova située au Ponte della Gradina à la limite entre les villes de Tricerro, Desana et Costanzana. En se dirigeant vers le nord-est, elle reçoit la contribution des eaux du canal d'Asigliano augmentant considérablement son module, elle suit son cours typiques des rivières naturelles des plaines en méandres. Vers l'est dans le village d'Asigliano Vercelli, elle reçoit la roggia Molinara sur sa gauche, est franchie par l'A26 et, juste au sud de Pezzana, reçoit le Rascala sur sa gauche. La Bona se jette enfin dans la Sesia juste au nord-est de la ville de Caresana et un peu plus de 100 mètres au-dessus du niveau de la mer.
Son cours est interrompue par une écluse, gérée par le consortium Ouest-Sesia. Les rives sont pour la plupart non endiguées et colonisées par la végétation arboricole, arbustive ou herbacée et ont un bon degré de naturalité, même si les cultures intensives poussent à une courte distance du cours d'eau. Les quelques remblais présents sont principalement placés sur le tronçon du ruisseau qui traverse la ville de Asigliano.